# 꼬마돼지 베이브
《꼬마 돼지 베이브》(영어: Babe, 가제: Babe the Sheep-Pig)는 1995년 크리스 누넌이 감독하고 조지 밀러가 제작하고 두 사람이 각본을 맡은 코미디 드라마 영화이다. 딕 킹 스미스의 1983년 소설 "양치기 돼지"(The Sheep-Pig)를 각색한 작품으로, 양치기 개 일을 하고 싶어하는 농장 돼지의 이야기를 담고 있다. 영화의 내레이션은 로스코 리 브라운이 맡았으며 주요 동물 캐릭터는 실제 동물과 애니마트로닉스 인형이 연기한다.
《꼬마 돼지 베이브》는 1994년 뉴사우스웨일스주 로버트슨에서 촬영되었으며 1995년 8월 4일 미국과 캐나다에서 극장 개봉되었으며, 여러 아카데미상 후보에 오르면서 비판적이고 상업적인 성공을 거두었다.

## 줄거리
"꼬마돼지 베이브"는 어린 새끼돼지 베이브가 농장에 가족을 찾게 되고 그곳에서 다양한 동물들과의 우정을 나누면서 특별한 이야기를 만들어가는 영화이다. 처음에는 다른 동물들이 낯설게 여기던 베이브는 귀여운 외모와 순수함으로 마음을 열고, 특히 아기를 키우듯 데려다주는 하겟 가족의 애정과 함께 성장한다.
베이브는 점점 더 스스로 능력을 발휘하며 농장 생활에 적응해나간다. 하지만 다른 개들이 맡던 양떼를 돌리는 일을 돼지로 해야 한다는 것은 많은 사람들의 반대와 비웃음을 받는다. 특히, 전통적인 양치기 개인인 렉스의 경계심은 베이브와 하겟 가족 사이에 갈등을 조성한다.
하지만 베이브는 용기를 내어 자신감을 가지고 노력하며 양들을 잘 돌릴 수 있다는 것을 증명하려 한다. 결국, 그의 진심과 끈기는 모두를 설득시키고, 농장 사람들의 마음까지 사로잡는다. 베이브의 성공은 단순한 꿈을 이루어낸 것 이상으로, 다른 존재들을 이해하고 받아들이는 따뜻한 메시지를 전달한다.

## 한국어 더빙 성우진

### KBS (2001년 12월 25일)
- 정미숙 - 베이브(크리스틴 카바나)
- 이완호 - 해설(로스코 리 브라운)
- 정옥주 - 하겟 아줌마(마그다 즈밴스키)
- 이재명 - 퍼디난드(대니 만)
- 탁원제
- 조동희
- 최문자
- 차명화
- 서문석
- 서광재
- 김소형
- 전유정
- 이장원

### EBS (2005년)
- 김규식 - 해설 (로스코 리 브라운)
- 장광 - 하겟(제임스 크롬웰)
- 홍소영 - 하겟 부인(마그다 즈밴스키)
- 임은정 - 베이브(크리스틴 카바나)
- 김지혜 - 플라이(미리암 마고리스)
- 정훈석 - 렉스(휴고 위빙)
- 김관진 - 오리/의사
- 이병조
- 은미
- 이규석

### EBS (2010년)
- 장광 - 해설(로스코 리 브라운)
- 이봉준 - 호겟(제임스 크롬웰)
- 홍소영 - 호겟 부인(마그다 즈밴스키)
- 김서영 - 베이브(크리스틴 카바나)
- 이소영 - 플라이(미리암 마고리스)
- 전태열 - 렉스(휴고 위빙)
- 엄상현 - 퍼디난드(대니 만)
- 홍범기 - 말(마이클 스티븐스)
- 오병조 - 호겟의 아들(폴 고다드)
- 김은아 - 호겟의 며느리(조 버튼)
- 전해리 - 호겟의 손녀(브리트니 번스)
- 정미라 - 고양이(루시 테일러)